# El segundo libro de Flortir
El segundo libro de Flortir es un libro de caballerías escrito por el prolífico autor italiano Mambrino Roseo y publicado por primera vez en Venecia en 1560 en la imprenta de Michele Tramezzino, con el título Libro secondo del valoroso cavallier Flortir, imperador di Costantinopoli, di nuovo ritrovato ne gli Annali delle cauallerie di Greci, e tradotto nella lingua Italiana. Pertenece al ciclo de los Palmerines y aunque se presenta como la continuación de El caballero Flortir, obra caballeresca escrita por el mismo Mambrino Roseo y publicada en 1554, en realidad es una continuación de la Segunda parte de Platir, obra también de Roseo, publicada en 1560.
Gran parte de la obra se dedica a narrar las aventuras de Darnandro, hijo de Darineo de Grecia (primogénito de Primaleón y hermano de Platir, el padre de Flortir).
El libro tuvo una considerable popularidad, ya que fue reimpreso en Venecia en cinco oportunidades, por los impresores Comin da Trino (1562), Michele Tramezzino (1565), Domenico Farri (1573), Giovanni Battista Porta (1581) y Lucio Spineda (1608).